# Woudse Dom
De Woudse Dom is een Nederlands kerkgebouw aan de Herenweg in het Zuid-Hollandse Rijnsaterwoude, gemeente Kaag en Braassem. De bakstenen eenbeukige dorpskerk heeft een grotendeels ingebouwde toren uit 1554. Anders dan de naam Dom doet vermoeden is de kerk nooit een zetel van een bisschop geweest. Vanwege de uiterlijke gelijkenissen met de Domkerk in Utrecht spreekt men toch van de Woudse Dom. De kerk is één van de oudste van de streek.

## Geschiedenis
In de elfde eeuw wordt voor het eerst melding gedaan van een kapel in Rijnsaterwoude en in 1156 wordt er voor het eerst gesproken van een kerk. De kerk, gewijd aan Sint Johannes de Doper, behoorde tot de parochiekerk van Oegstgeest, één van de vijf moederkerken van de in het graafschap Holland actieve evangelieprediker Willibrord en had een streekfunctie. Het volledige gebied van de huidige gemeente Kaag en Braassem behoorde destijds tot de parochie van Rijnsaterwoude. 
Een storm in 1552 richtte grote schade aan aan toren en kerkgebouw. Toren en schip werden bij deze storm zo goed als verwoest. Het koor, gebouwd rond 1500, bleef gespaard. Snel werd aangevangen met de herbouw en in 1554 kwam de huidige toren gereed. De galmgaten met spitsbogen uit die tijd zijn in de hedendaagse toren nog  op vier van de acht zijden te zien. De andere spitsbogen zijn bij latere restauraties door rondbogen vervangen. Ook het schip werd na de storm herbouwd maar werd smaller en lager uitgevoerd dan het voorgaande schip.
In 1573 ging de toenmalige pastoor J. Snoeckaart met ongeveer de helft van zijn parochianen over tot de reformatie en werd de kerk ingericht voor de hervormde eredienst. Heiligenbeelden werden verwijderd uit de kerk en - volgens een lokale legende - in het Braassemmermeer geworpen.
In het midden van de achttiende eeuw was de Woudse Dom toe aan een opknapbeurt. Het interieur werd vernieuwd. Ook het schip werd herbouwd en kreeg de oorspronkelijke vorm weer terug waardoor deze weer dezelfde hoogte kreeg als het koor.
In 1798 nam het gemeentebestuur in opdracht van het Uitvoerend Bewind van de Bataafse Republiek het kerkgebouw in beslag. De hervormde gemeente, onder leiding  van ds. Van der Hammen, wist het gebouw na het betalen van een aanzienlijk bedrag over te nemen van de muncipaliteit. Ook werd de hervormde gemeente verplicht om de overige kerkgenootschappen vertegenwoordigd in Rijnsaterwoude schadeloos te stellen.
In 1908 werd de kerktoren hersteld in opdracht van de gemeenteraad van Rijnsaterwoude. De gevel werd bekleed met een muur van machinale bakstenen en er werden onhistorische elementen toegevoegd. Tijdens de restauratie van 1956-58 werden deze toevoegingen verwijderd en werd de originele toren met de traceringen en spitsboognissen weer zichtbaar. In 1988 en in 2018 werd de toren nogmaals gerestaureerd.

## Interieur
De scheidingswand tussen kerk en koor is na 1573 aangebracht toen de noodzaak van een open koorgedeelte met altaar er niet meer was. In het midden van de scheidingswand staat een preekstoel uit de zeventiende eeuw. In het koor bevindt zich tegen de achtermuur een sanctuarium, voor de reformatie de bergplaats voor de miswijn. Het dak van het koor is drieledig gesloten. Het houten gewelf rust op gebogen geprofileerde spanten, die op laatgotische korbeels rusten, elk afgewerkt met een rozet. De afdruk van het voormalige dak uit 1554, toen het schip andere afmetingen had dan nu het geval is, valt direct op. Duidelijk is te zien dat het kerkgebouw toen smaller en lager was. Ook zijn aan beide kanten van de toren de traceringen zichtbaar. De draagbalken onder het orgel worden aan de kant van de toren gesteund door consoles die twee verschillende engelenkopjes voorstellen. Het kerkinterieur wordt gecompleteerd door drie koperen kaarsenkronen uit de achttiende eeuw.
In de toren bevindt zich een Klokkenstoel met klok van Cyprianus Crans.
Het hoofdorgel is in 1967 gebouwd door de firma Bakker & Timmenga (Leeuwarden) voor de herv. Marcuskerk in Den Haag. In 1997 werd het orgel geplaatst in Rijnsaterwoude.

## Foto's

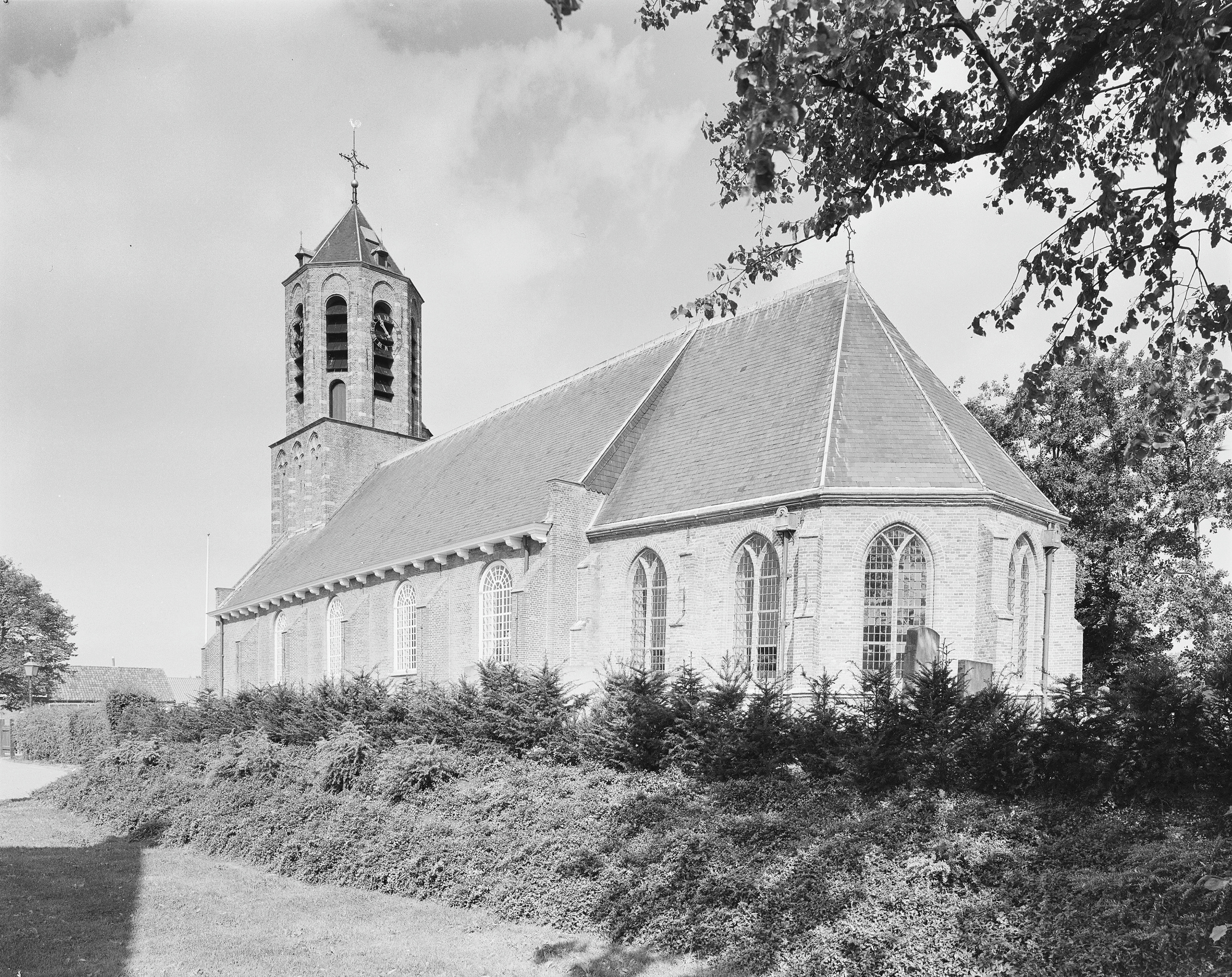
Zuidoostgevel
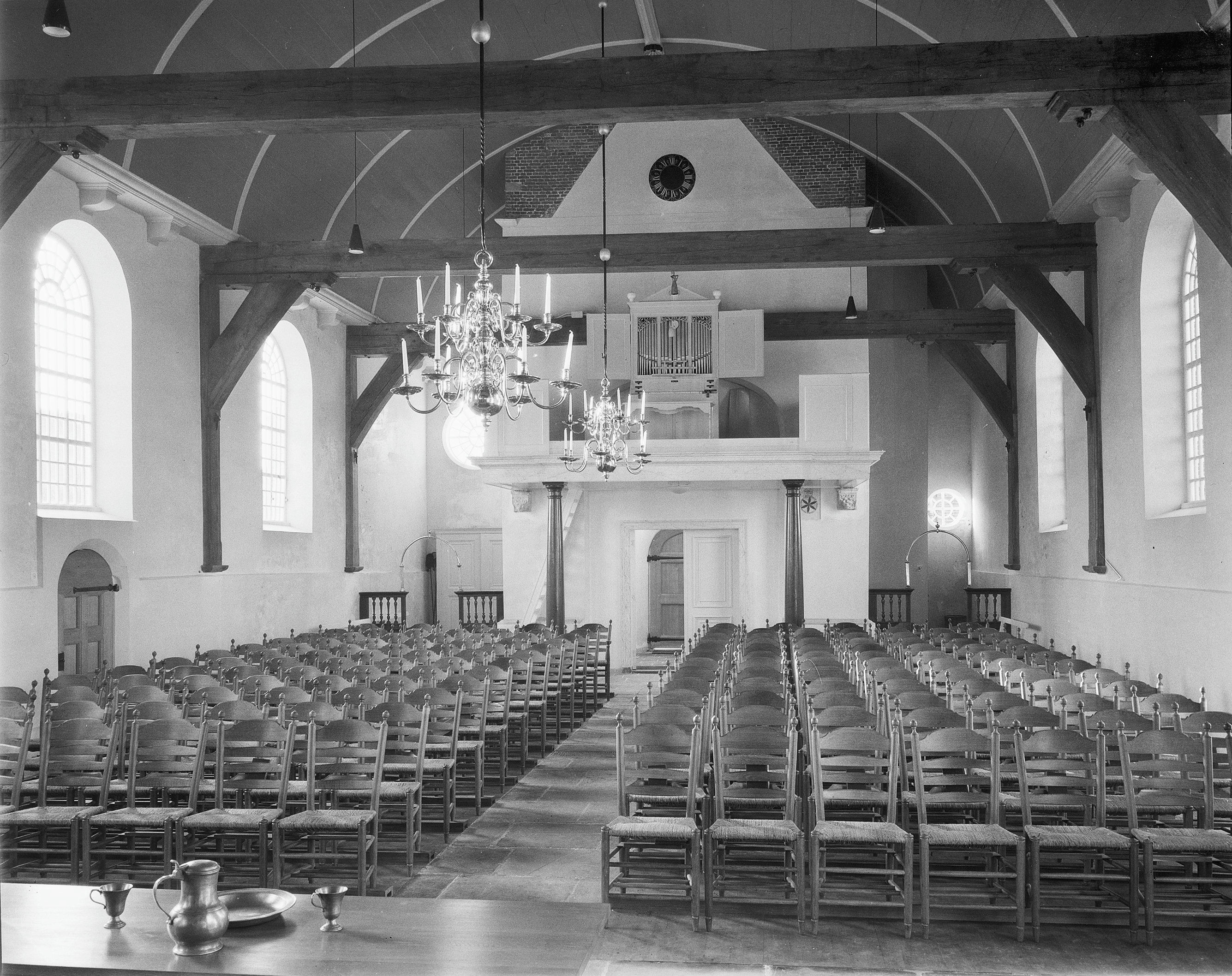
Interieur, 1958
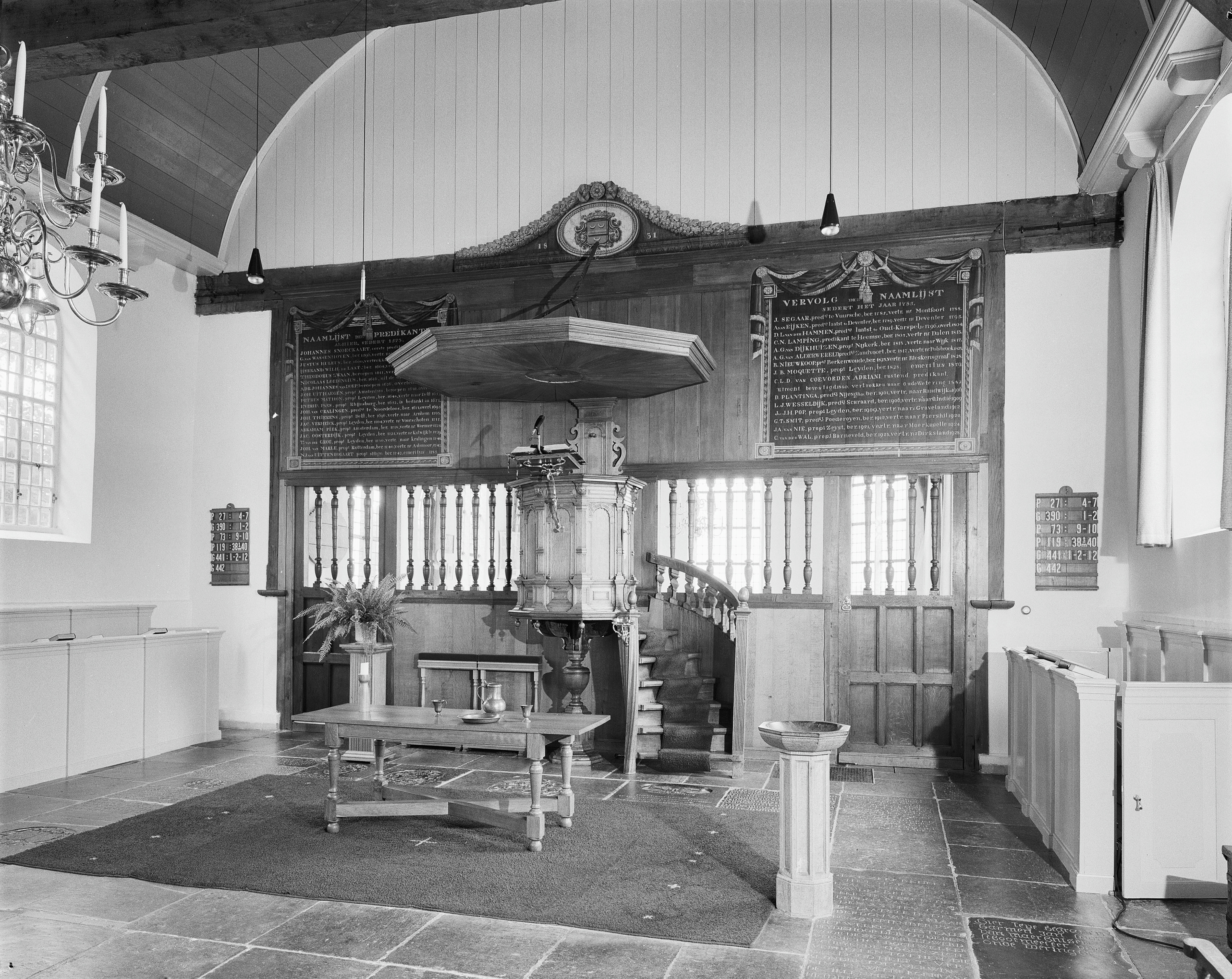
Interieur, preekstoel